# پاچاتوسان
پاچاتوسان (به اسپانیایی: Pachatusan) یک کوه در پرو است که در Peru, Cusco Region واقع شده‌است. پاچاتوسان ۴٬۸۴۲ متر بالاتر از سطح دریا واقع شده‌است.